# Paratropus persimilis
Paratropus persimilis är en skalbaggsart som beskrevs av Kanaar 1992. Paratropus persimilis ingår i släktet Paratropus och familjen stumpbaggar. Inga underarter finns listade i Catalogue of Life.